# Фернандо Вега
Фернандо Вега (ісп. Fernando Vega, нар. 3 липня 1984, Арааль) — іспанський футболіст, що грав на позиції лівого захисника.

## Клубна кар'єра
Народився 3 липня 1984 року в Араалі. Вихованець футбольної школи «Севільї». У дорослому футболі дебютував 2002 року виступами за другу команду клубу, «Севілья Атлетіко», за яку відіграв три сезони, взявши участь у 69 матчах третього іспанського дивізіону.
Не пробившись до основної команди рідного клубу, 2005 року став гравцем клубу «Лорка Депортіва», за який відіграв один сезон у Сегунді.
2006 року повернувся до Севільї, уклавши контракт з місцевим «Реал Бетіс». Відіграв за нього три сезони в елітній Ла-Лізі, а згодом ще два сезони у Сегунді. Здебільшого був основним гравцем на лівому фланзі захисту команди.
Згодом у 2012–2015 роках продовжував грати у другому іспанському дивізіоні за «Рекреатіво» (Уельва), а завершував ігрову кар'єру на тому ж рівні в «Луго», за який виступав протягом 2015—2016 років.

## Виступи за збірні
2002 року дебютував у складі юнацької збірної Іспанії (U-20), загалом на юнацькому рівні взяв участь у 3 іграх.
2004 року провів одну гру за молодіжну збірну Іспанії.